# Kim Son-jong
Kim Son-jong (* 23. března 1979) je bývalá jihokorejská zápasnice-judistka, bronzová olympijská medailistka z roku 2000.

## Sportovní kariéra
V korejské reprezentaci se pohybovala od roku 1996. Připravovala se na univerzitě v Jonginu. V roce 2000 se kvalifikovala na olympijské hry v Sydney. V úvodním kole prohrála před časovým limitem držením (osaekomi) s Kubánkou Daimou Beltránovou, ale přes opravy se probojovala do boje o třetí místo proti Němce Sandře Köppenové. V takticky vedeném zápase bez náznaku bodované techniky zvítězila verdiktem sudích na praporky (hantei). Získala bronzovou olympijskou medaili. Na mezinárodní scéně se pohybovala další rok. Následně ukončila aktivní sportovní kariéru.

## Výsledky

### Váhové kategorie
| Turnaj            | 1996       | 1997       | 1998       | 1999       | 2000       |
| Turnaj            | 17         | 18         | 19         | 20         | 21         |
| Turnaj            | těžká váha | těžká váha | těžká váha | těžká váha | těžká váha |
| ----------------- | ---------- | ---------- | ---------- | ---------- | ---------- |
| Olympijské hry    | —          |            |            |            | 3.         |
| Mistrovství světa |            | —          |            | —          |            |
| Asijské hry       |            |            | —          |            |            |
| Mistrovství Asie  | —          | —          |            | 2.         | 2.         |

### Bez rozdílu vah
| Turnaj            | 1996 | 1997 | 1998 | 1999 | 2000 |
| Turnaj            | 17   | 18   | 19   | 20   | 21   |
| ----------------- | ---- | ---- | ---- | ---- | ---- |
| Mistrovství světa |      | —    |      | —    |      |
| Mistrovství Asie  | 3.   | —    |      | 2.   | —    |